# Roland Prédiéri
 (novembre 2015).
Si vous disposez d'ouvrages ou d'articles de référence ou si vous connaissez des sites web de qualité traitant du thème abordé ici, merci de compléter l'article en donnant les références utiles à sa vérifiabilité et en les liant à la section « Notes et références ».
Roland Prédiéri, né le 20 janvier 1927 dans le 11e arrondissement de Paris, et mort le 30 novembre 2020 à Villepreux (Yvelines), est un architecte et urbaniste français.

## Biographie
Entré à l'École nationale supérieure des beaux-arts en 1945, Roland Prédiéri étudie dans l'atelier d'Auguste Perret puis de Marcel Lods. Il devient rapidement le directeur chargé des études de Jacques Riboud, qui se lance dans l'urbanisme.
Roland Prédiéri dessine alors pour Jacques Riboud des quartiers complets, du plan d'ensemble jusqu'au détail de chaque maison. En opposition au style rationaliste et aux théories de Le Corbusier, le style de Roland Prédiéri, que Jacques Riboud théorise sous le nom d'« urbanisme provincial », se veut à la fois fonctionnel et économique, tout en privilégiant une esthétique traditionnelle, rassurante pour les « déracinés » qui viennent peupler les villes nouvelles. Leurs plus grandes opérations communes se situent à Villepreux et à Maurepas, en lisière de la ville nouvelle de Saint-Quentin-en-Yvelines, où il fait notamment travailler le fresquiste Robert Lesbounit.
L’église Saint-Vincent-de-Paul de Villepreux-Les-Clayes est particulièrement originale et impressionnante par sa façade de Robert Lesbounit mais aussi par son architecture intérieure faite de briques et sa toiture en sheds et verrières peintes, en référence à l'architecture industrielle. Elle est construite entre 1964 et 1968.
Le titre d’architecte lui est attribué en 1968, par une commission nationale du ministère de la Culture, pour ses réalisations professionnelles.
De 1971 à 1983, Roland Prédiéri est maire de Villepreux sous l'étiquette PS. Il devient également conseiller régional d'Île-de-France, puis à partir de 1983 participe à de nombreuses commissions techniques au sein du ministère de l'Intérieur.

## Principales réalisations
Pour Jacques Riboud Créations Urbaines
- 1953-1955 : Donges ;
- 1956-1958 : Arnouville-lès-Gonesse et Gonesse ;
- 1959-1966 : La Haie Bergerie et le Pré de l'Évêque à Villepreux ;
- 1963-1980 : ensemble de 5 000 logements à Maurepas et Élancourt ;
- 1975-1986 : La Clairière à Rambouillet ;

En son nom propre
- cité judiciaire de Creil ;
- centre ville de Creil et de Venette ;
- cité HLM des Petits-Prés à Élancourt ;

## Galerie

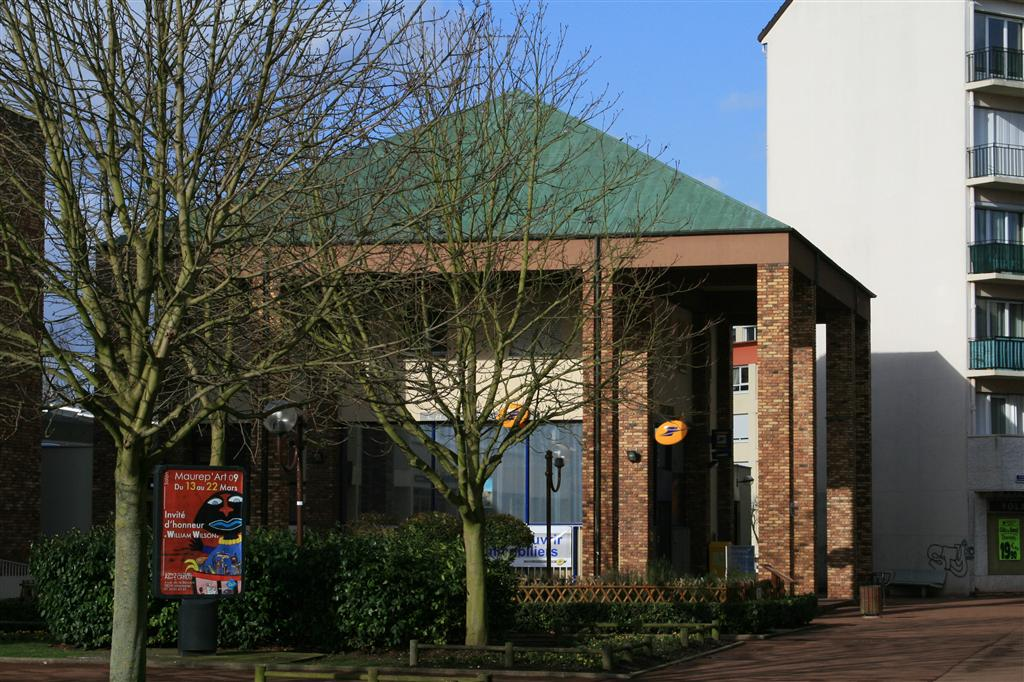
Maurepas : l'hôtel des postes.
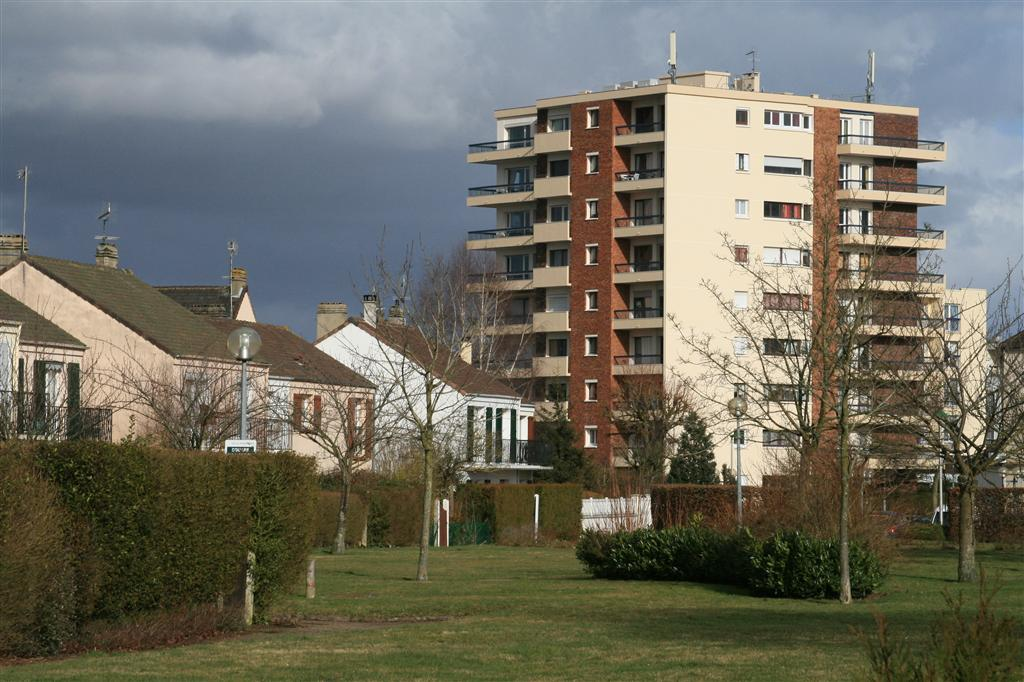
Maurepas : square de Crozon.
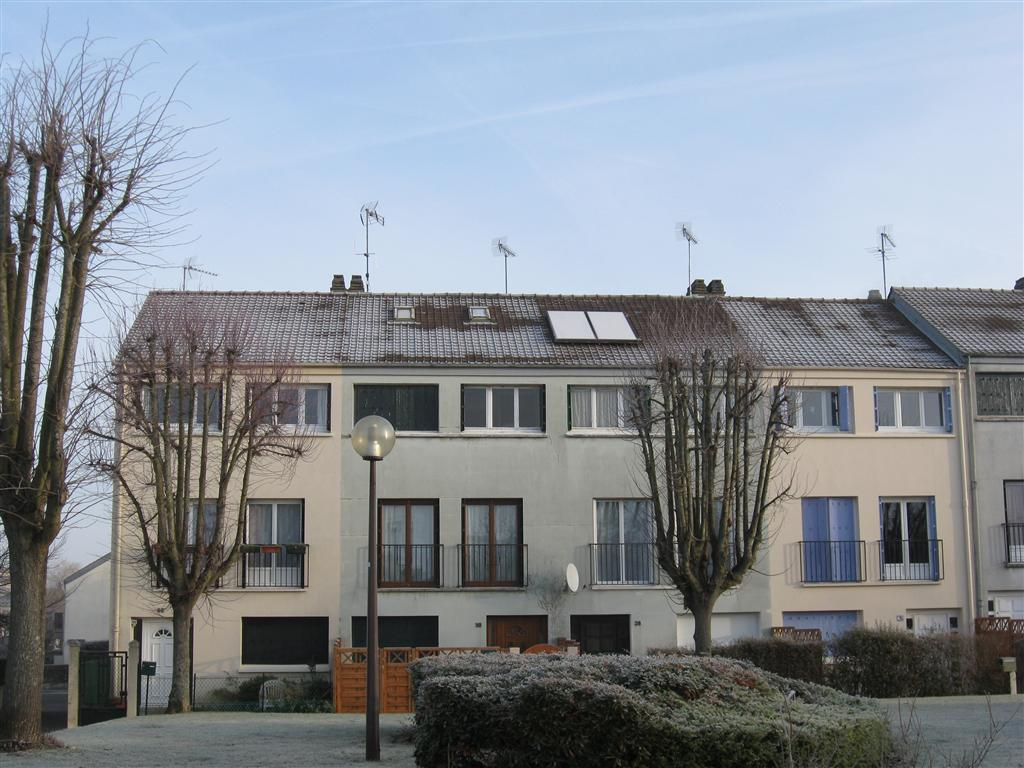
Maurepas : place de Gascogne.
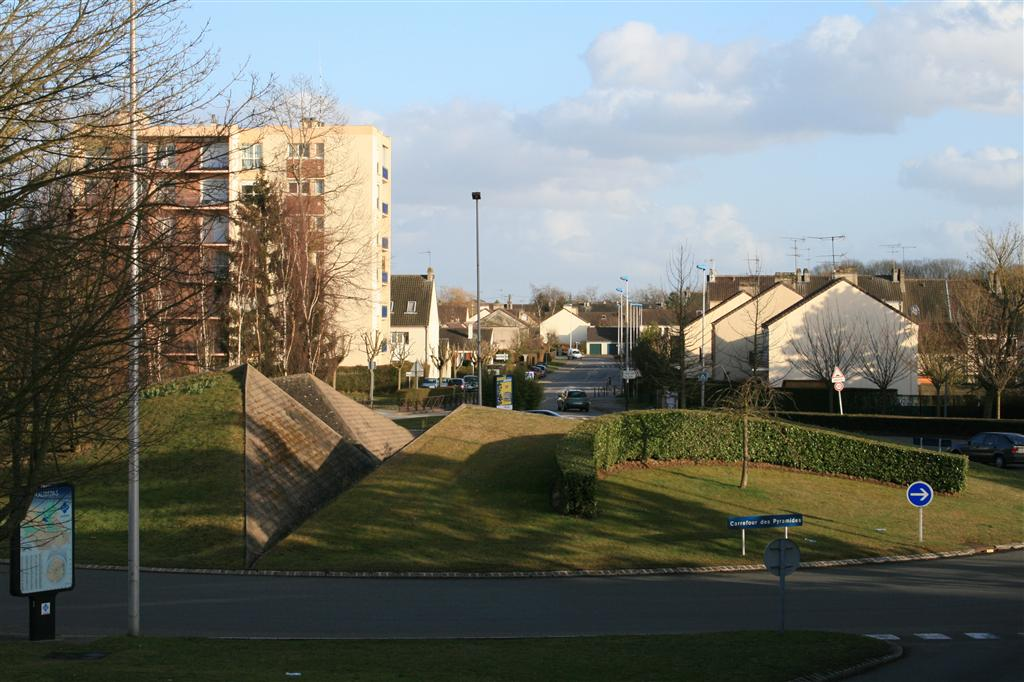
Maurepas : carrefour des Pyramides.
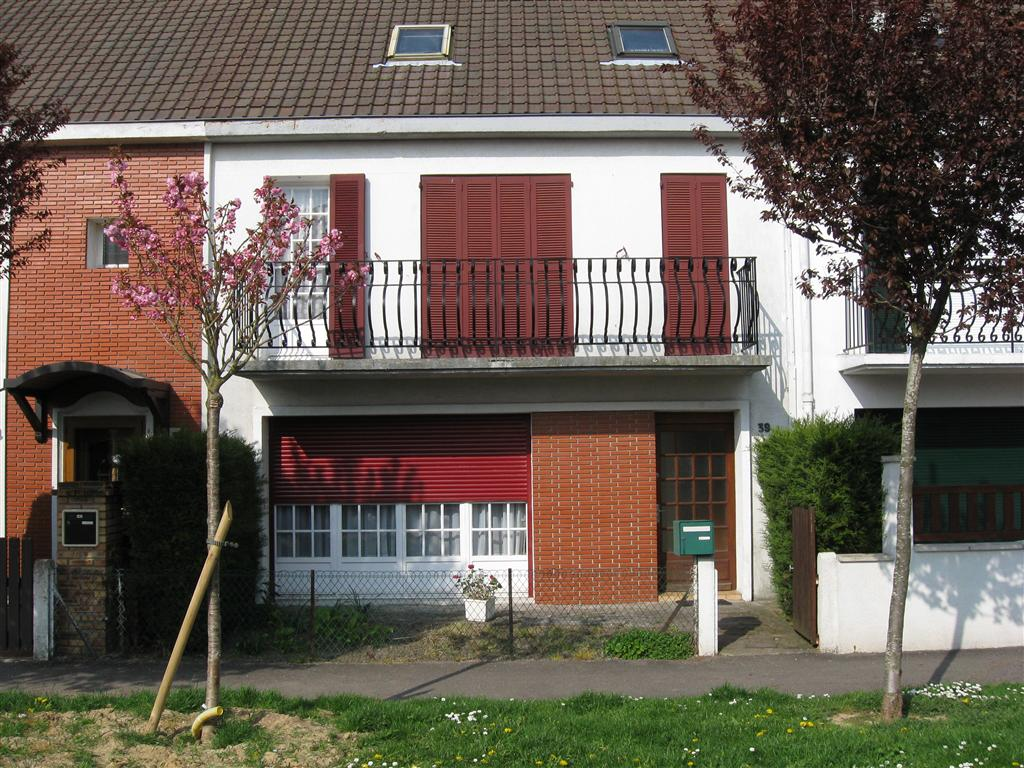
Maurepas : détail d'une maison de ville, quartier de la Prévenderie.
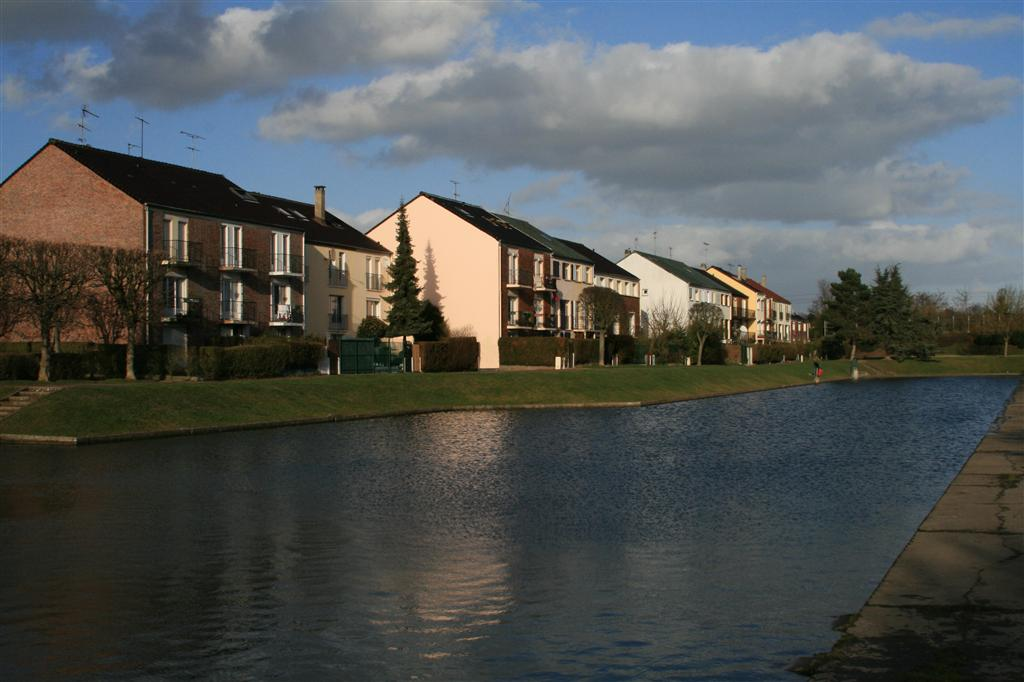
Elancourt : bassin de la Nouvelle-Amsterdam.
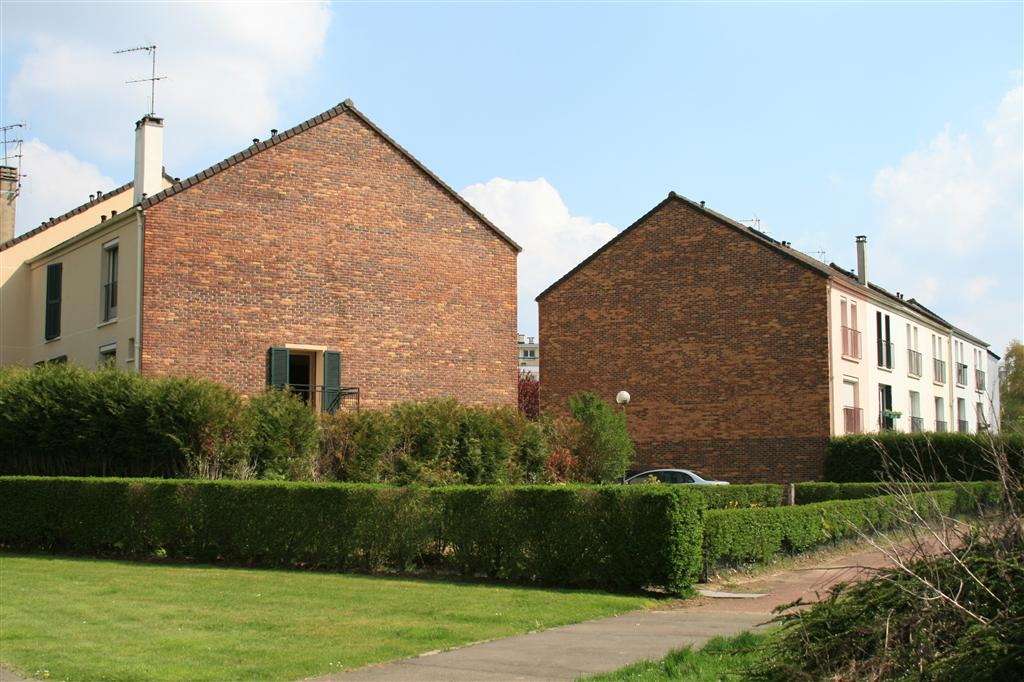
Elancourt : maisons au Gandouget.